# John Debney
John Debney (Glendale, 18 de agosto de 1956) é um compositor estadunidense.

## Carreira
Amigo de Garry Marshall, Debney fez a parceria com ele de 2001 a 2016: O Diário da Princesa (The Princess Diaries) (2001) (o primeiro filme da parceria Debney e Marshall), A Educação de Helen (Raising Helen) (2004), O Diário da Princesa: Noivado Real (The Princess Diaries 2: Royal Engagement) (2004), Regras para ser Feliz (Georgia Rule) (2007), Dia dos Namorados (Valentine's Day) (2010), Ano Novo, Vida Nova (New Year's Eve) (2011) e Um Dia de Mãe (Mother's Day) (2016) (o último filme da parceria Debney e Marshall).
Também participou de Brian Banks.